# Grâce-Uzel
Grâce-Uzel település Franciaországban, Côtes-d’Armor megyében. Lakosainak száma 429 fő (2022. január 1.). Grâce-Uzel Gausson, La Motte, Saint-Hervé, Saint-Thélo és Trévé községekkel határos.

## Népesség
A település népességének változása:
| Lakosok száma | 435  | 365  | 418  | 399  | 426  | 427  | 432  | 430  | 430  | 429  |
|               | 1968 | 1982 | 1990 | 2006 | 2013 | 2015 | 2017 | 2019 | 2020 | 2022 |